# Cirrus SR20
Cirrus SR20 je štirisedežno enomotorno lahko športno letalo ameriškega proizvajalca Cirrus Aircraft iz Dulutha, Minnesota. SR20 je prvo serijsko letalo splošne aviacije, ki ima vgrajeno reševalno padalo. Letalo je zelo popularno pri sodobnih letalskih akademijah in vojskah.
Grajen je večinoma iz kompozitnih materialov. Ima fiksno (neuvlačljivo) pristajalno podvozje tipa tricikel. Prvič je poletel 21. marca 1995. SR20 je eno najbolj priljubljenih športnih letal trenutno v proizvodnji, vendar je proizvodnja precej manjša kot je bila proizvodnja Cessna 172 in Piper Cherokee v 1960ih in 1970ih.
SR20 ima Garmin stekleni kokpit z enim PFD in enim MFD prikazovalnikom. 
Leta 2004 je Cirrus predstavil SR20 G2 (generacija 2), leta 2008 pa še SR20 G3. G2 ima modificiran trup, G3 pa krilo in pristajalno podvozje.
SR22 je zmogljivejši naslednik SR20.

## Tehnične specifikacije (SR20-G3)
Podatki iz Cirrus SR20 Specifications Webpage
Splošne karakteristike
- Posadka: 1
- Število sedežev: 3 potniki
- Dolžina: 26 ft 0 in (7,92 m)
- Razpon kril: 38 ft 4 in (11,68 m)
- Višina: 8 ft 11 in (2,71 m)
- Površina kril: 144,9 ft² (13,71 m²)
- Aeroprofil: Roncz Airfoil
- Teža praznega letala: 2128 lb (965 kg)
- Naložena teža: 3050 lb (1386 kg)
- Uporaben tovor: 922 lb (421 kg)
- Maks. vzletna teža: 3050 lb (1386 kg)
- Pogon letala: 1 ×  Continental IO-360-ES, 200 KM (149 kW)

 Zmogljivost 
- Potovalna hitrost: 155 vozlov (288 km/h)
- Hitrost porušitve vzgona: 56 vozlov s spuščenimi zakrilci (104 km/h) 64 mph
- Doseg: 625 nautical miles (1454 km)
- Višina leta: 17500 ft (5334 m)
- Hitrost vzpenjanja: 828 ft/min (4.2 m/s)
- Obremenitev kril: 21,0 lb/ft² (101 kg/m²)
- Razmerje moč/teža: 15,25 lb/KM (0,108 kW/kg)